# Below the Belt
Below the Belt är den  kanadensiska rockgruppen Danko Jones' femte studioalbum, utgivet på Bad Taste Records 2010.

## Låtlista
1. "I Think Bad Thoughts" - 3:31
2. "Active Volcanoes" - 3:35
3. "Tonight Is Fine" - 4:20
4. "Magic Snake" - 3:19
5. "Had Enough" - 3:42
6. "(I Can't Handle) Moderation" - 3:03
7. "Full of Regret" - 3:57
8. "The Sore Loser" - 2:59
9. "Like Dynamite" - 3:14
10. "Apology Accepted" - 3:29
11. "I Wanna Break Up with You" - 4:55
12. "Guest List Blues" (bonuslåt) - 3:20
13. "Rock N Roll Proletariat" (bonuslåt) - 3:37
14. "The Kids Don't Want to Rock" (bonuslåt) - 3:27

## Singlar

### Full of Regret
1. "Full of Regret" - 3:57

## Listplaceringar
| Lista (2010)  | Topplacering |
| ------------- | ------------ |
| Tyskland      | 28           |
| Schweiz       | 39           |
| Österrike     | 43           |
| Nederländerna | 96           |
| Sverige       | 12           |
| Finland       | 19           |
| Norge         | 40           |

### Fotnoter
1. ↑  ”Below the Belt”. Discogs.com. http://www.discogs.com/Danko-Jones-Below-The-Belt/master/290020. Läst 5 maj 2012.
2. ↑  ”Arkiverade kopian”. Arkiverad från originalet den 25 juni 2009. https://web.archive.org/web/20090625074056/http://www.musicline.de/de/chartverfolgung_summary/artist/Danko+Jones/longplay#. Läst 12 juni 2012.
3. ↑  Placeringar på den schweiziska albumlistan
4. ↑  Placeringar på den österrikiska albumlistan
5. ↑  Placeringar på den holländska albumlistan
6. ↑  Placeringar på den svenska albumlistan
7. ↑  Placeringar på den finska albumlistan
8. ↑  Placeringar på den norska albumlistan